# Pierre Bianic
Pierre Bianic, né le 17 février 1952 à Lampaul-Guimiliau (Finistère), est un footballeur français. Il jouait au poste de milieu de terrain.

## Biographie
Il évolue en Division 1 avec le Stade rennais et en Division 2 avec le Stade quimpérois.
Il dispute six matchs en Division 1, et 68 matchs en Division 2, pour huit buts inscrits.